# Mercedes-Benz Type 123
 (juillet 2016).
Si vous disposez d'ouvrages ou d'articles de référence ou si vous connaissez des sites web de qualité traitant du thème abordé ici, merci de compléter l'article en donnant les références utiles à sa vérifiabilité et en les liant à la section « Notes et références ».
La Mercedes-Benz Type 123 est une automobile de classe Routière fabriquée par Mercedes-Benz de 1975 à 1986. Elle a subi deux restylages en septembre 1979 puis en septembre 1982. Elle succède aux /8 et sera suivie par la Classe E (Type 124).
Elle a été un gros succès pour la marque avec plus de deux millions d'exemplaires produits. Son extrême robustesse fait qu'elle est encore très présente[Quand ?] dans le paysage automobile, notamment en Amérique du Nord, en Europe, ainsi que dans les pays maghrébins et le Proche-Orient. Elle est souvent considérée comme la voiture la plus fiable de l'histoire de l'automobile. En novembre 2023, "Dominguito" (« Petit Dominique ») une Type 123 limousine sur l'île de Gran Canaria assure toujours un service de taxi, bien que certaines pièces essentielles aient été changées au cours de ses sept millions et demi de kilomètres.

## Historique
- 1975 : lancement de la Phase I.

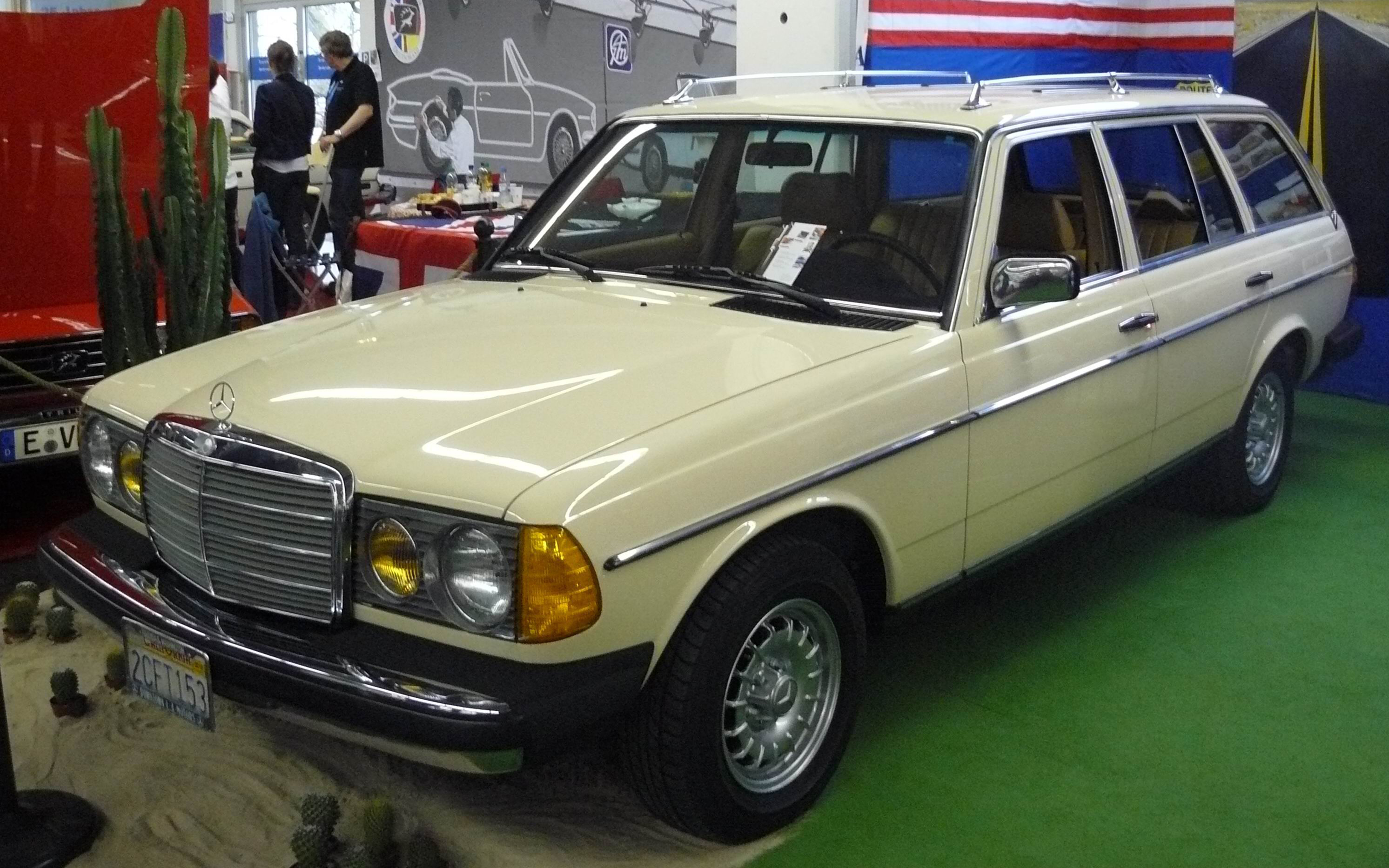
Une 300 TD version « US » (S123).

  - Novembre : démarrage de la fabrication des premiers exemplaires de la berline W123.
  - Décembre : commercialisation En Allemagne des modèles 280 essence uniquement.
- 1976
  - 27 janvier : présentation des modèles à Bandol en France.
  - Mars : commercialisation des modèles diesel et essence.
- 1977
  - 17 au 27 mars : Daimler-Benz présente sa série de coupés C123 avec les types 230 C, 280 C et 280 CE au Salon automobile de Genève.
  - Août : lancement des limousines de 7/8 places V123 avec les types 240 D, 300 D et 250.
  - 12 août au 28 septembre : au Rallye-Marathon Londres-Sydney, les équipes Andrew Cowan/Colin Malkin/Mike Broad et Anthony Fowkes/Peter O'Gorman, ont remporté une double victoire avec la 280 E. Le rallye le plus dur du monde avait duré 6 semaines et demi sur un trajet de 30 000 km en Europe, Asie du Sud et Australie.
  - Septembre : introduction des 300 CD de 78 ch, réservé à l'exportation vers l'Amérique du Nord et ce dans le but de faire baisser la consommation moyenne de la gamme Mercedes aux États-Unis et au Canada.
  - 15 au 22 septembre : au Salon automobile de Francfort, présentation des modèles break S123 avec les types 240 TD, 300 TD, 230 T, 250 T et 280 TE. Le 200 T ne sera introduit qu'à l'apparition du moteur M 102. Daimler-Benz a présenté deux véhicules avec stockage hybride, dont une 280 E pour un mélange essence-hydrogène.
- 1978
  - Janvier : option jante en aluminium disponible.
  - Avril : à l'usine de Brême la construction en série des modèles break commence. La puissance des 280 E avec moteur M 110 passe de 177 à 185 ch.
  - Août : la puissance des 240 D OM 616 passe de 65 à 72 ch, le couple reste inchangé.
  - 7 août au 24 septembre : les cinq premières places du Rallye Vuelta, en Amérique du Sud, après 30 000 km et 38 jours sont remportées par Mercedes, et la W123 est sur le podium devant Timo Mäkinen et Jean Todt.
- 1979
  - Février : la puissance des 200 D avec moteur OM 615 passe de 55 à 60 ch.

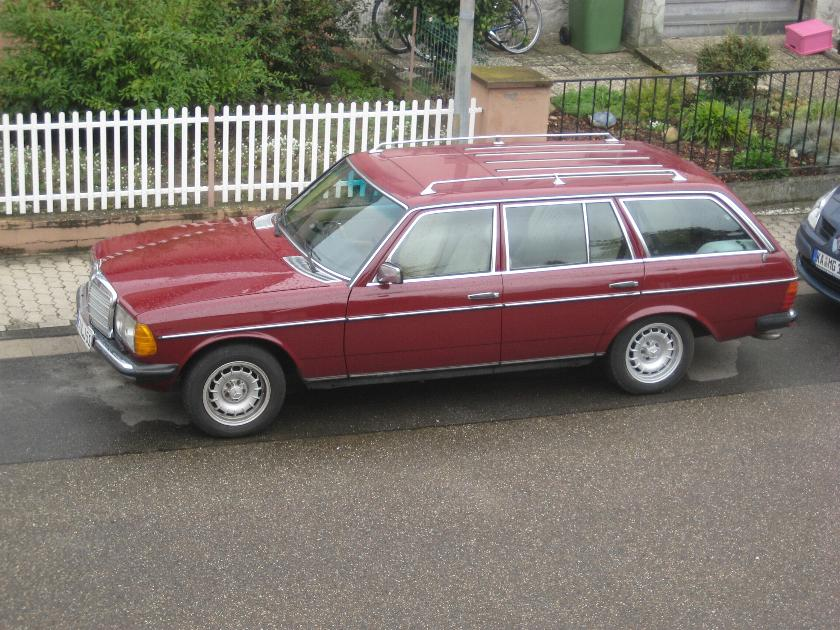
Mercedes-Benz 230 TE (S123).

  - Mars : fin de fabrication des 220 D.
  - Juillet : à Sindelfingen la millionième auto sort de la chaîne des usines.
  - Septembre : L'alésage du OM 617 a été légèrement réduit de 0,1 mm afin de ramener la cylindrée au-dessous du niveau de 3 000 cm3 applicable en matière de taxe et par la même occasion, la puissance des 300 D avec moteur OM 617 passe de 80 à 88 ch, 85 ch pour le coupé ainsi que la berline et le break vendue sur le marché américain. La puissance des 250 avec le moteur M 123 passe de 129 à 140 ch.
  - 13 au 23 septembre : le 300 TD est le premier break Diesel de série du monde avec turbocompresseur de gaz d'échappement. Le moteur 3 litres Turbo diesel OM 617, équipait déjà la 300 SD Type 116 qui était destinée pour les marchés américain et canadien.
- 1980 : lancement de la Phase II.Mercedes-Benz 230 TE (S123).
  - Mars : fin de fabrication des 280 coupé M 110 avec carburateur.
  - Avril : remplacement du 230 T par le 230 TE.
  - Juillet : remplacement du moteur à carburateur M 115 pour 200/230 par le nouveau moteur M 102 pour 200 avec 109 ch et pour 230 E injection avec 136 ch dans la série des coupés, limousine et 230 TE. L'ABS en option est disponible.
  - Octobre : début de la fabrication du Break 300 TD Turbo Diesel avec le moteur OM 617 de 125 ch (121 chevaux pour les versions nord-Américaines) uniquement disponible avec la boîte de vitesses automatique.
  - Novembre : apparition du 200 T avec 109 ch (moteur M 102).
- 1981
  - Juillet : fin de fabrication de la limousine 280 avec carburateur.
  - Août : introduction du 300 D  et CD Turbo Diesel avec le moteur OM 617 952 pour les berlines et coupés, qui a une puissance de 121 chevaux. La berline 300 D Turbo-Diesel était réservée à l'exportation pour l'Amérique du Nord et le Japon, tandis que La 300 CD Turbo-Diesel  était réservée pour l'exportation seulement vers l'Amérique du Nord. Remplacement du 300 CD par le 300 CD avec turbo (seulement pour l'export).
  - 1er septembre : boîte de vitesses 5 rapports disponible en option pour toutes les voitures à essence.
- 1982
  - Février : boîte de vitesses 5 rapports disponible en option pour 200 D, 240 D, 240 TD, 300 D et 300 TD
  - Mars : quatre ans après le lancement à Brême, 100 000 de break sont fabriqués.
  - Avril : après seulement six ans, la millionième berline diesel sort de la chaîne des usines.
  - Août : fin de la fabrication des 250 T.
  - Septembre : les  300 D,TD et CD Turbo Diesel destinées au marché Nord-américain, voient leurs puissances du moteur passer de 121 à 125 chevaux (en Californie, la puissance des 300 TD, D et CD Turbo Diesel était limitée à 120 chevaux à partir de 1984 en raison des normes anti-pollution très strictes, par ailleurs elles étaient équipés d'un piège à suies d'où la position plus haute du Turbo.).
  - 1er septembre : les limousines, coupés et break sont revus avec un équipement de série amélioré. Direction assistée en série pour tous les modèles. Le coussin gonflable de sécurité en option disponible.
  - 19 septembre : la deux millionième 123 sort de la chaîne à Sindelfingen.
- 1983 : lancement de la Phase III. Version coupé (C123).

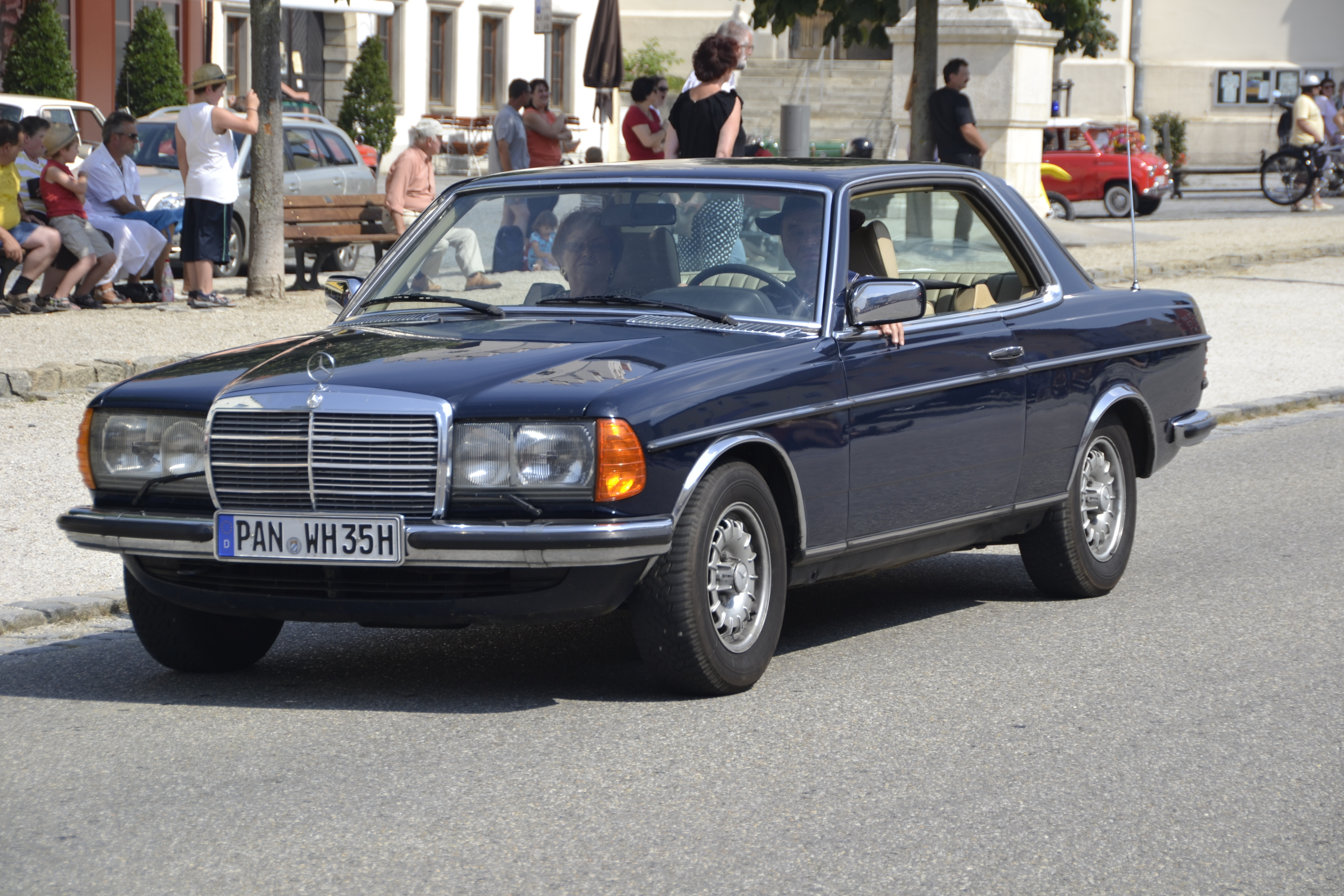
Version coupé (C123).

  - Septembre : arrêt de la commercialisation de la 240 D sur les marchés américain et canadien.
- 1984
  - 26 novembre : à Séville, Daimler-Benz présente à la presse internationale la toute nouvelle génération de Mercedes. La série 124 avec les modèles 200 D et 300 E va remplacer les Types 123, qui avec 2,4 millions de voitures a établi un nouveau record de production. Le lancement du Type 124 commence en décembre 1984 en Allemagne avec les motorisations 200 D, 250 D et 300 E.
  - En raison des normes antipollution mises en vigueur en Californie, les 300 TD, D et CD Turbo-Diesel, exportés en Californie ont été dotés d'un catalyseur, ce qui réduit la puissance du moteur à 120 ch.
- 1985
  - Novembre : fin de la production en série des berlines et des coupés 123. Il y a eu 2 397 513 berlines produites entre 1975 et 1985, et entre 1977 et 1985, il y a eu une production de 99 884 coupés, 15 509 avec un moteur diesel, le modèle le plus rare, le 280C qui a été commercialisé uniquement sur le marché allemand, a été produite à seulement 3 704 unités.
- 1986
  - Janvier : arrêt définitif de la production de la 123 avec la sortie des chaines de l'usine de Brême des derniers breaks 123. Il y a eu en tout 199 518 breaks produits entre 1978 et 1986.

Lancement

La Type 123 est présentée en première mondiale en France dans la ville de Bandol, lieu de vacances pour beaucoup d'Allemands, et gros vivier d'acheteurs de la nouvelle Mercedes-Benz.
La première version, sortie en décembre 1975, était équipée d'un moteur 2,7 L, en version carburateur (modèle 280) ou injection (modèle 280 E). Trois mois après, sortent d'autres modèles diesel et essence, pour constituer une gamme variée, de l'économique 200 D à la sportive 280 E.
La gamme fait une large place au diesel, Mercedes-Benz étant le pionnier de ce genre de moteur sur les voitures particulières, avec une réputation de fiabilité, longévité, agrément de conduite, couple et prix.

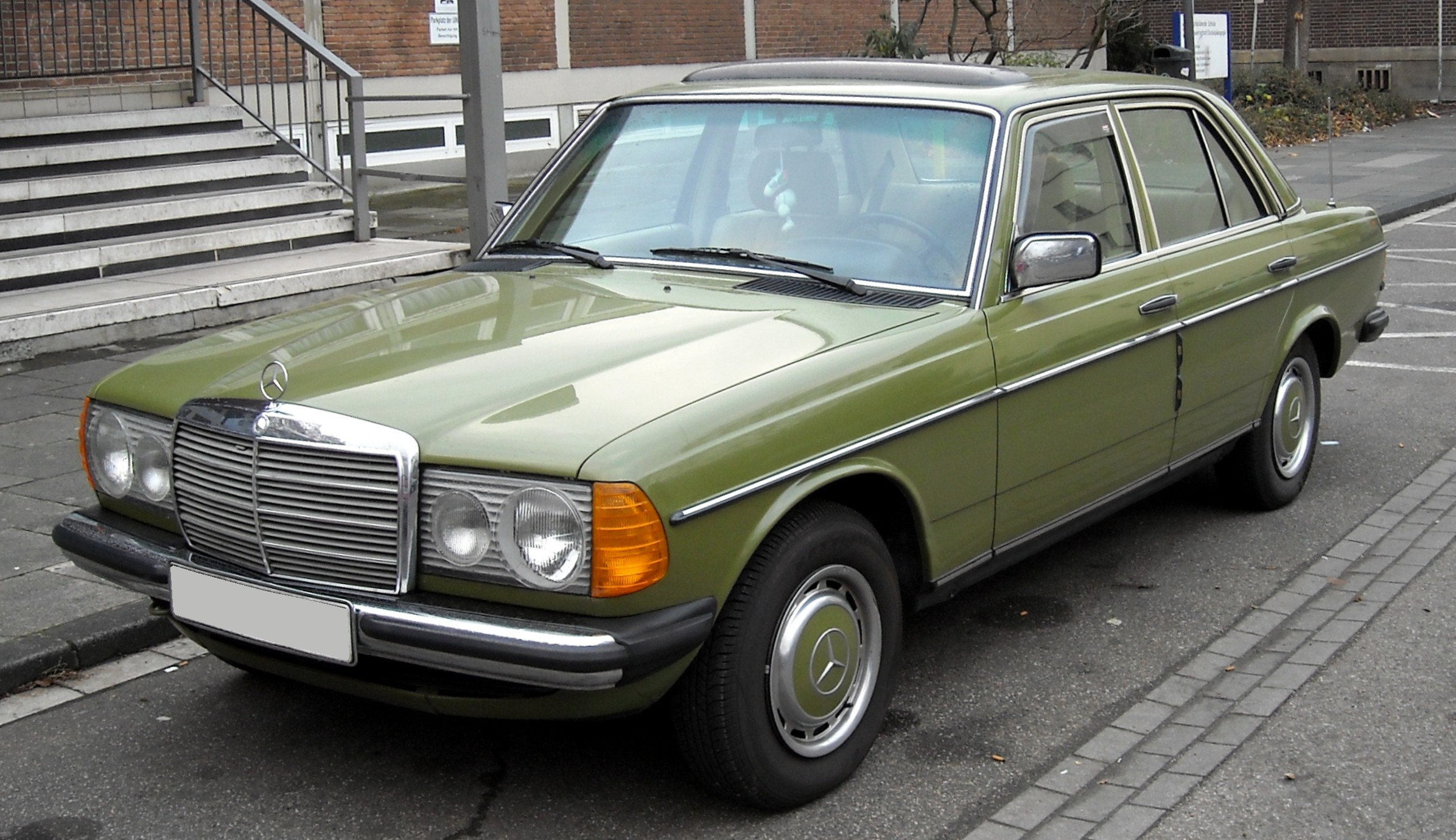
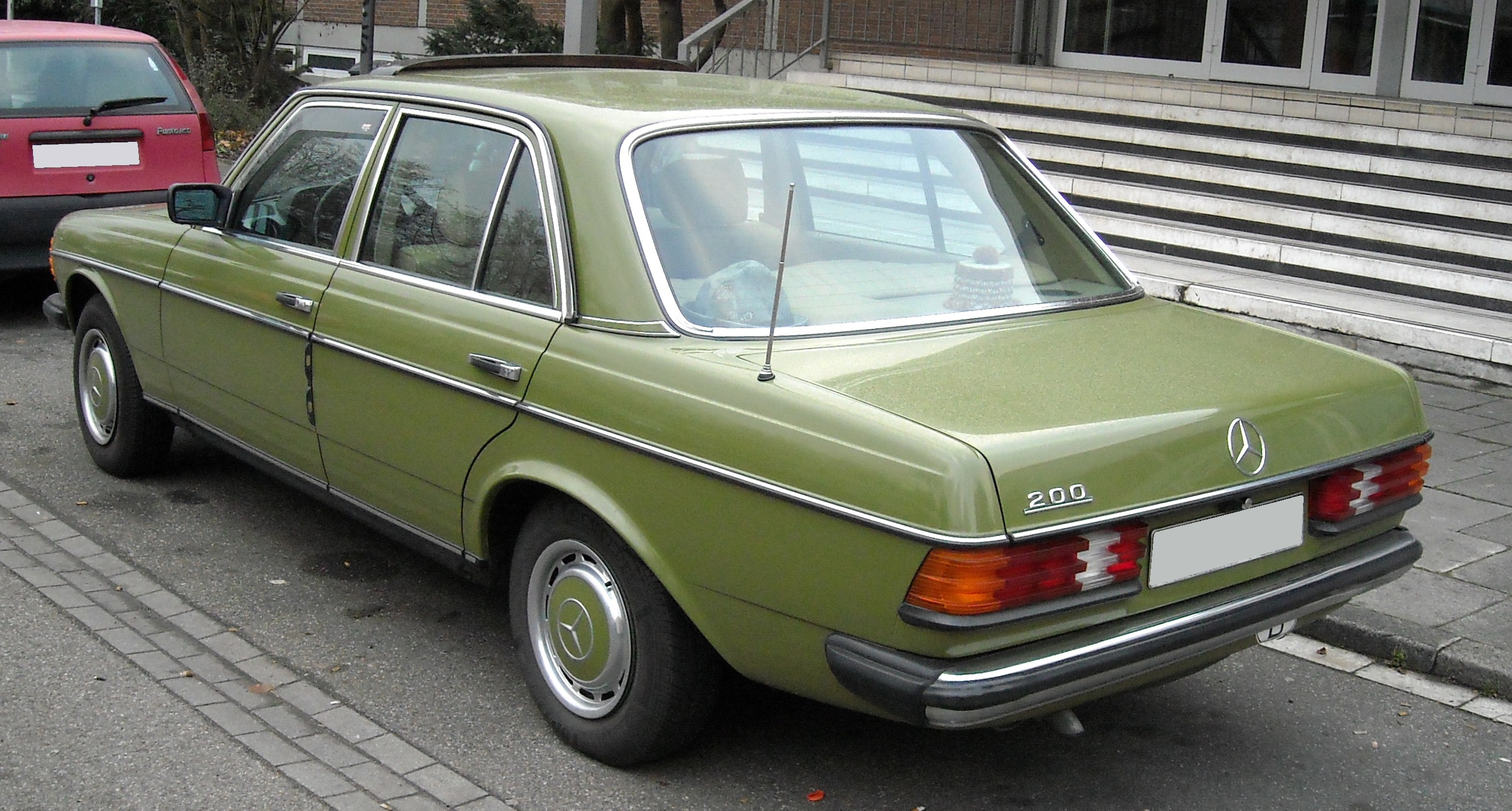

### Podium des ventes par année

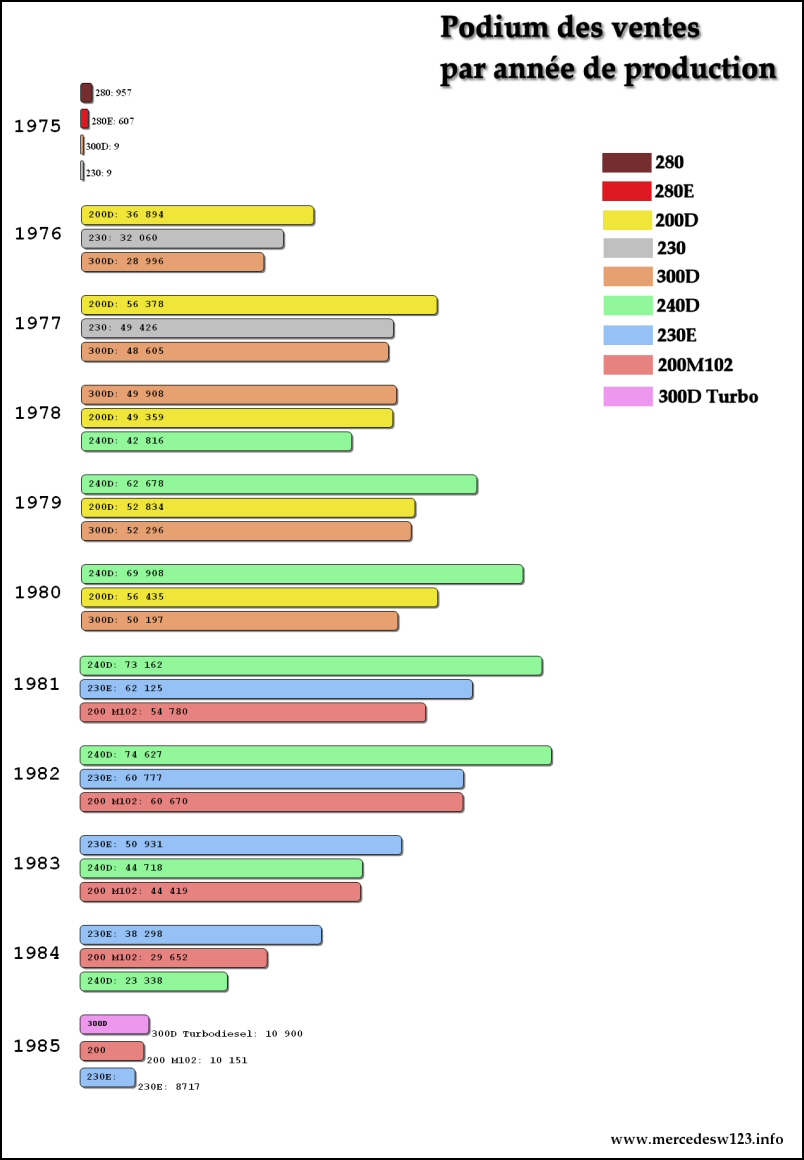
Classement des ventes par année.

### Phase I
Elle sera produite de 1975 à 1979.
- Optiques de phares avant de forme ronds sur toutes les 123 (hormis pour les modèles 280 qui auront les optiques carrés, sauf les versions coupés destinée à la compétition).
- Intérieur sans bois (en option et sur modèle haut de gamme).
- Manivelle de vitres.
- Compteurs (pastilles chromées et flèches clignotantes triangulaires).
- Accoudoir central en option.
- Bouton de dégivrage et de l'éclairage de la banquette arrière modifié pour des boutons plus petits en 1977.

### Phase II
Elle sera produite de Septembre 1979 à  Août 1982.

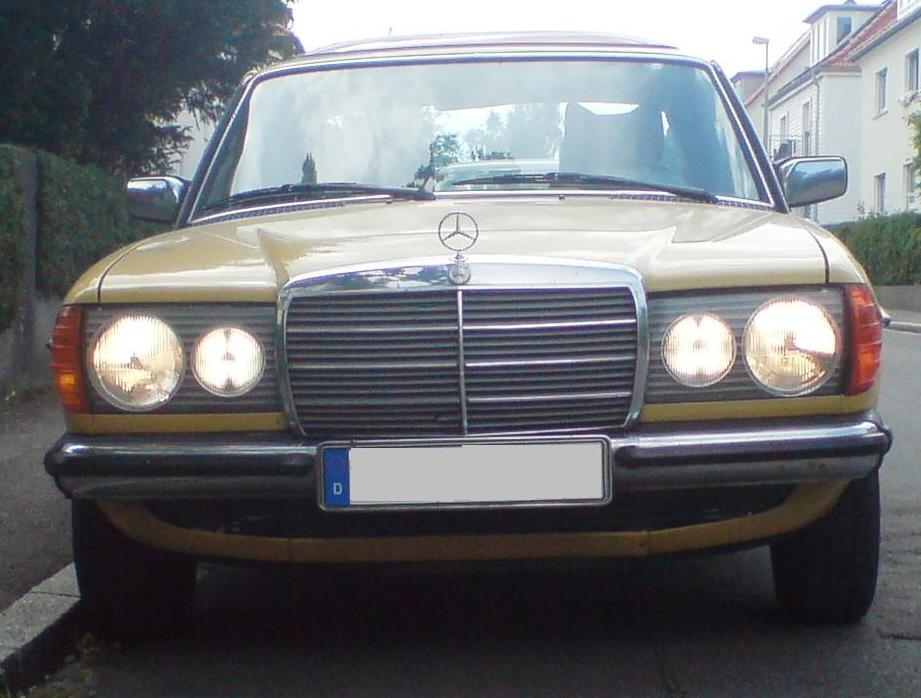
Optiques de phares avant ronds.

- Optiques de phares avant de forme ronds sur toutes les 123 (hormis pour les modèles 280, la 300 TD Turbo- Diesel et tous les coupés qui auront les optiques de phares avant de forme carrés)
- Combiné d'instrumentation de climatisation manuelle et automatique modernisé dès 1981.
- Bouton de lève vitre électrique et de warning plus petit dès 1982.
- Boîte manuelle à 5 rapports disponible fin 1981 pour les modèles essence, et début 1982 pour les modèles diesel.
- Compteurs différents des Phases I (pastilles chromées communes aux Phases I, et flèches clignotantes communes aux Phases II et III).

### Phase III
Elle sera produite de Septembre 1982 à Janvier 1986.
- Phares carrés dès septembre 1982 pour toute la gamme.
- Compteur (pastilles noires et apparition de l'économètre sur les modèles essence dès 1983).
- Manivelle de vitre manuelle identique à celle de la 190.
- Nouvelle sellerie « creusée » pour les genoux des passagers.
- Boiseries de tableau de bord de série.
- Boîte de vitesses manuelle à 5 rapports de série en France, sauf sur la 300 TD Turbo- Diesel qui n'est disponible qu'en boite automatique.
- Climatisation de série sur les dernières 123 à partir de 1985 en France.

### L'après 123
La Type 124 a succédé à la 123.
Les coupés C123 ont duré une année de plus que la berline ; il est donc possible de trouver sur le marché des millésimes 1986. Le coupé C124 a été lancé au début de l'année 1987.

## Les différentes versions

### Carrosseries
Berline (W123)

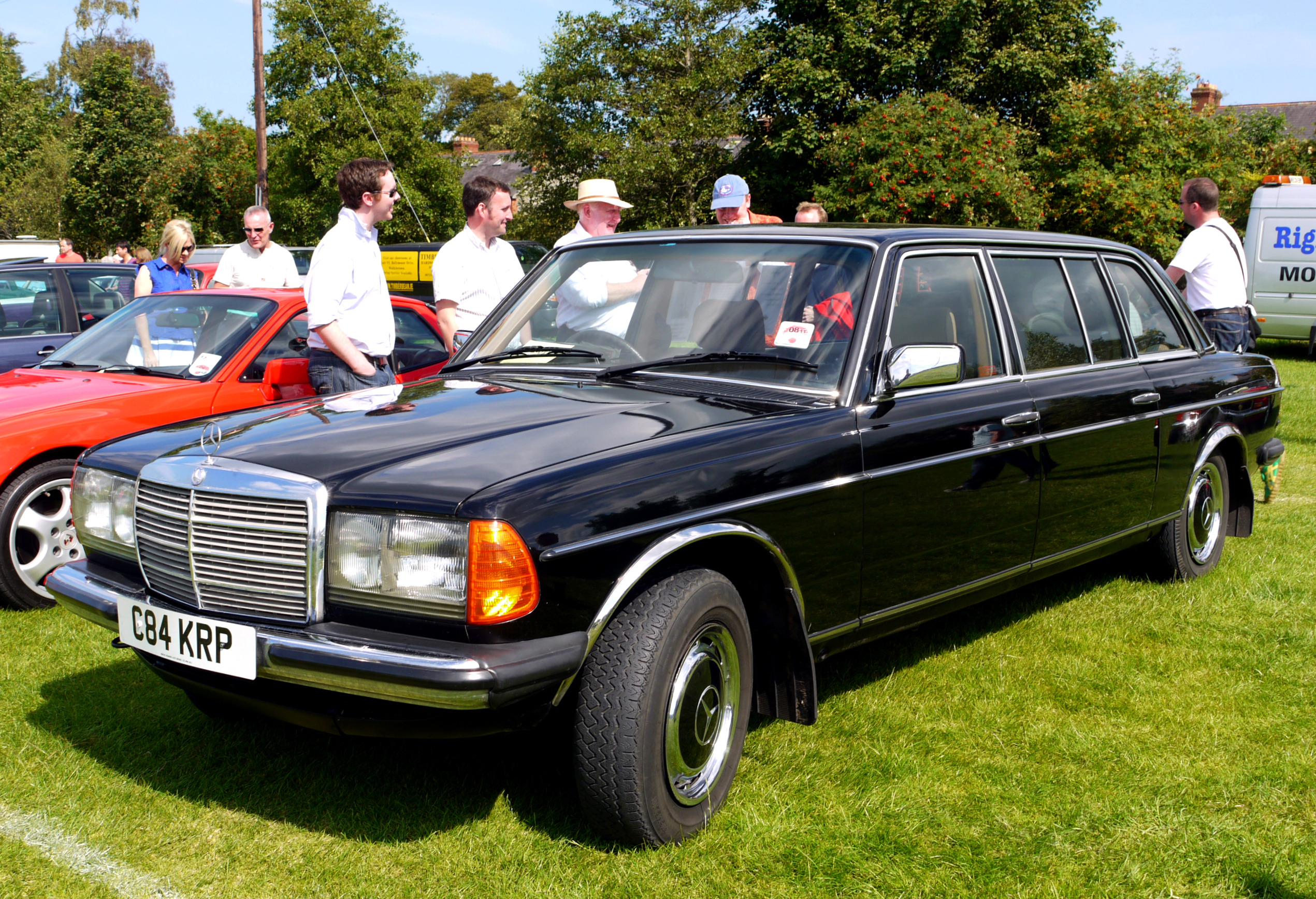
Limousine V123.

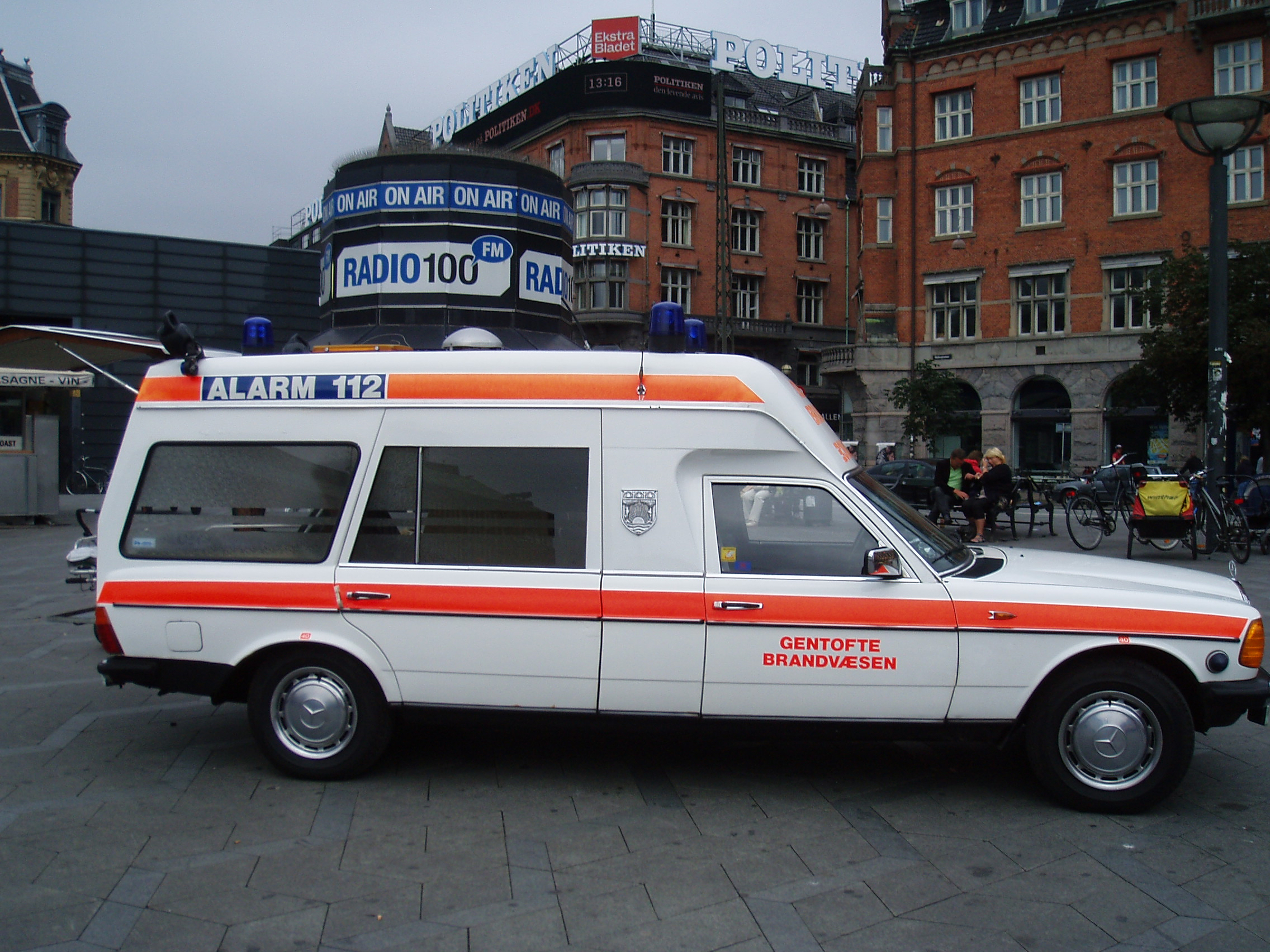
Break rallongé F123 en déclinaison ambulance.

- Carrosserie standard de la gamme. Elle remplace les W114 et W115.

Break (S123)
- Déclinaison Break de la Mercedes-Benz W123. Le modèle break, dit modèle « T », reprend les mêmes caractéristiques avec en plus un volume de chargement important puisque la banquette arrière est rabattable 1/3 ou 2/3 sur les modèles haut de gamme. C'est aussi le modèle ayant la meilleure tenue de route du fait de l'emplacement de son réservoir de carburant au niveau du châssis et non, comme sur les berlines et coupés, au dos de la banquette arrière.

Coupé (C123)
- Déclinaison Coupé de la Mercedes-Benz W123. Le coupé conserve les lignes classiques de la berline, l'empattement est réduit de 8,5 cm, la garde au toit est abaissée. Les vitres sans montants participent à son élégance. En Europe, elle est uniquement disponible avec les motorisations essence 230 et 280 à carburateur ou injection. Aux États-Unis, elle sera commercialisée avec une motorisation essence entre 1977 et 1980, à savoir le 2,7 litres injection, dont la puissance avait été porté à 145 ch sur le marché américain. Elle sera commercialisée avec deux moteurs diesel 300 CD (1977-1981) et 300 CD Turbodiesel (1981-1985). Le coupé n'est pas plus léger que la berline à cause des renforts qui ont été nécessaires pour assurer une bonne rigidité, de ce fait les performances et la consommation sont les mêmes que sur la version quatre portes.

Limousine (V123)
- Déclinaison Limousine de la Mercedes-Benz W123. Une banquette pour trois personnes repliable derrière les sièges avant prend place au milieu de la voiture. D'une longueur totale de 5,355 mètres (soit 63 cm de plus que la berline et le break), elle est assez encombrante en ville et difficile à garer.

Break rallongé (F123)
- Déclinaison corbillard et ambulance de la Mercedes-Benz W123.

### Modèles de base
200 ; 200 D ; 200 T

220 D

230 ; 230 E ; 230 TE ; 230 C ; 230 CE

240 D ; 240 TD

250

280 ; 280 E ; 280 TE ; 280 C ; 280 CE

300 D ; 300 D Turbodiesel  ; 300 TD ; 300 TD Turbodiesel ; 300 CD ; 300 CD Turbodiesel
- Voir : Motorisations.

### Version spécifiques
280 E AMG : 

280 E Rallye : 

280 CE AMG : 

280 CE Rallye : 

280 CE Carlsson : 

280 TE AMG :

## Caractéristiques
La W123 peut apparaître comme une simple évolution de la W114/W115, avec le changement de tableau de bord, l'abandon des feux verticaux pour des feux horizontaux. Mais c'est pourtant une voiture tout à fait différente, prête à accueillir les dernières nouveautés que sont l'ABS, et le coussin gonflable de sécurité (« airbag »). Elle présente un concept abouti de cellule de sécurité entouré de parties déformables à absorption de choc (le capot avant et le coffre), et d'une structure de toit renforcée.
La colonne de direction présente elle aussi une autre nouveauté : en cas de choc elle n'avance plus dans l'habitacle pour blesser le conducteur, qui lui-même peut être retenu par les ceintures avant à prétensionneurs. Ces équipements sont habituels en 2010, mais étaient révolutionnaires à l'époque, et seul Volvo avec sa série 200 semblait aussi avancé dans ce domaine.
La qualité de la tôlerie et des motorisations a permis d'amener jusqu'à 2010 un nombre important de W123. On estime en France que près de 60 000 sont encore en circulation (selon les données du contrôle technique 2004). L'abondance du modèle sur le marché de l'occasion fait que l'on a du mal aujourd'hui à le voir comme une voiture de collection.

### Extérieur

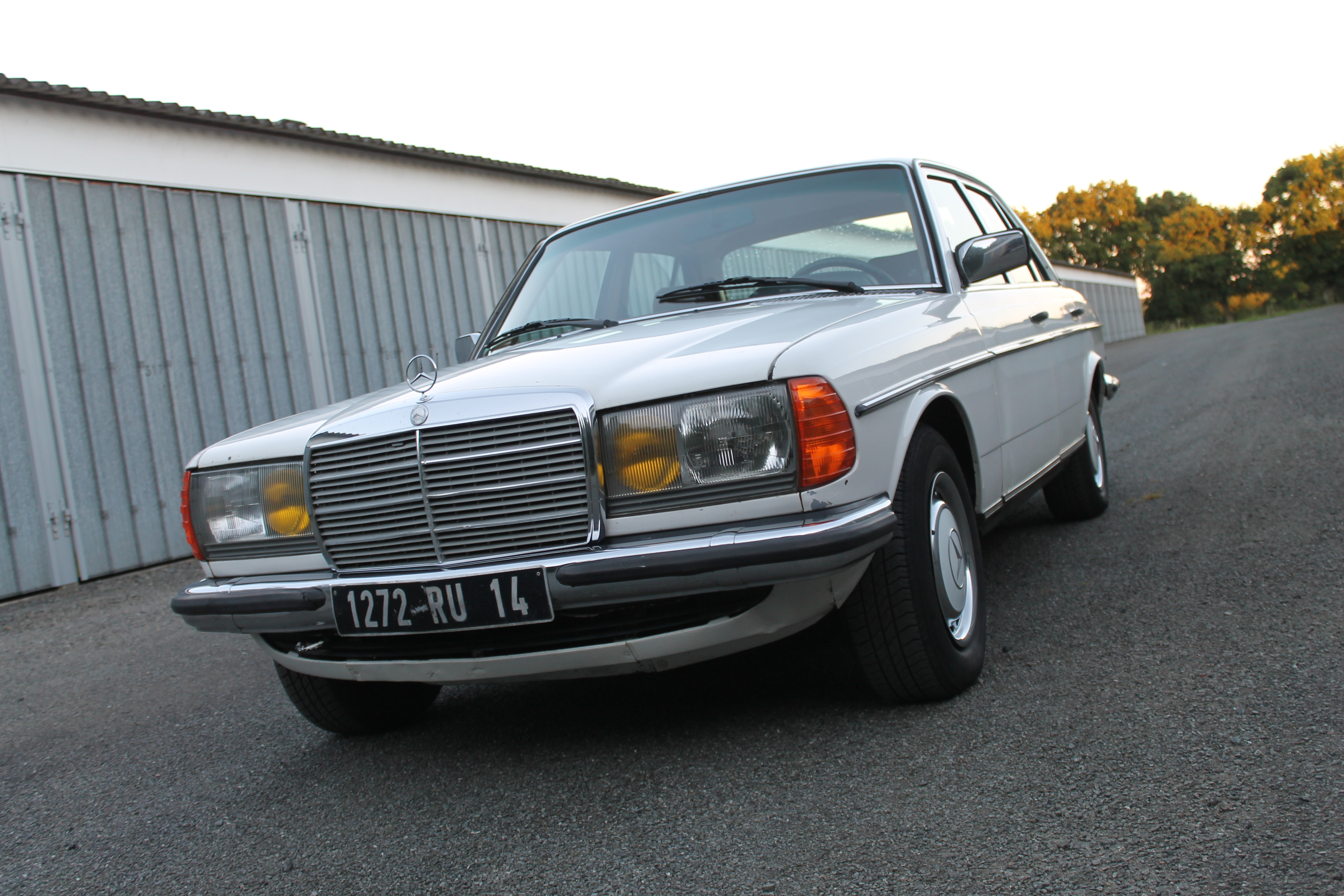
Mercedes-Benz 280 E.

On trouve du chrome, mais des pièces comme les baguettes ou les poignées sont faites de chrome et de plastique. L'avant et l'arrière sont très proches de la Classe S de l'époque.
Les phares avant ronds derrière leurs optiques communs rappellent les phares américains et ceux arrière sont conçus pour ne pas se salir. Les phares avant carrés équipent d'abord les versions haut de gamme avant de se voir généralisés sur toutes les W123 en septembre 1982.

### Intérieur

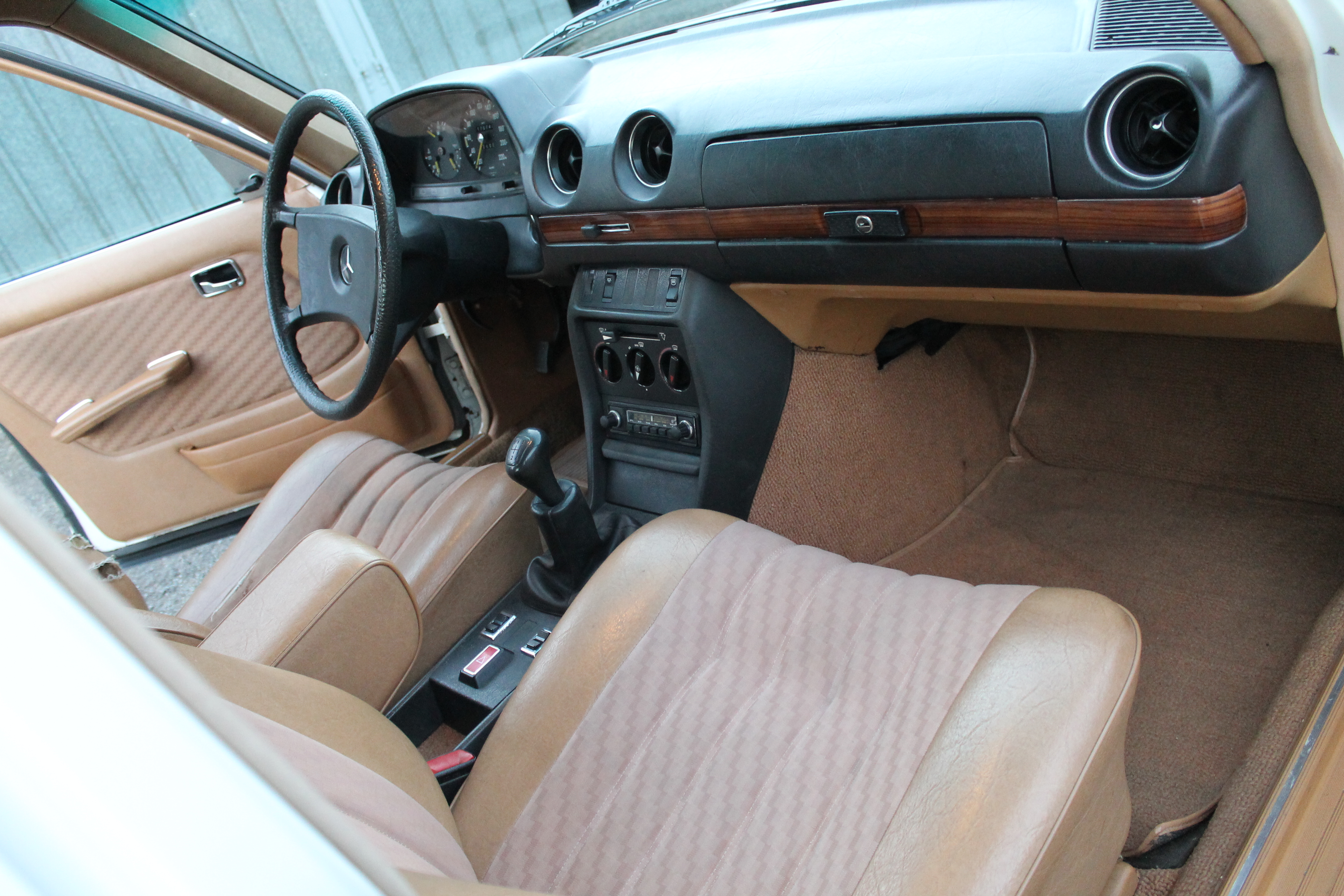
Intérieur d'une 280 E.

Seuls deux modèles Mercedes disposeront d'orifice d'aération ronds : la W123 et la W107, Ce qui évite à la planche de prendre trop tôt un air vieillissant et la rend plus agréable que les trappes rectangulaires présente sur les autres modèles.
Par rapport à la W114/W115, la planche de bord est une petite révolution, tant dans l'aspect que dans la fonctionnalité et la clarté des commandes qui possède chacune un symbole. On trouve sous les aérateurs une plaque qui regroupe les interrupteurs d'équipements (lunette arrière dégivrante, assiette de phare, toit ouvrant). La qualité des matériaux est évidente le sérieux de la construction aussi même si certains tableaux de bord et plus particulièrement les bleus sont sujets à des fissures avec le temps et le soleil. En dessous prend place la commande de chauffage séparé gauche/droite puis l'emplacement pour l'autoradio et le cendrier.
Mercedes propose plusieurs couleurs d'intérieurs, certaines très seventies, il y a des intérieurs verts, et aussi des intérieurs très classiques, tableau de bord noir+sièges beiges.
Derrière le levier de vitesses sont alors placés les commandes de vitres électriques et l'imposant warning (pour les premières séries).
La W123 reprend énormément d'éléments des dernières W115 : rétroviseurs extérieurs, volant, manivelles de vitres.

### Motorisations
La Type 123 a eu neuf motorisations différentes de quatre, cinq et six cylindres lors de son lancement en Europe (cinq essence et quatre diesel). Elle en avait en tous seize de disponible dont neuf en essence et sept en diesel. La version berline de la 300 D turbodiesel était uniquement destinée à l'exportation vers les États-Unis, le Canada et le Japon. Certains modèles spécifiques seront également disponibles pour la Suisse. Plus aucun ne sont disponibles car les ventes ont été stoppées.
Ce large choix va contribuer à son succès. Les chauffeurs de taxi s'équiperont principalement en 240 D et 300 D ; ces modèles afficheront alors des kilométrages approchant souvent le million de kilomètres.
- Du côté des moteurs essence :

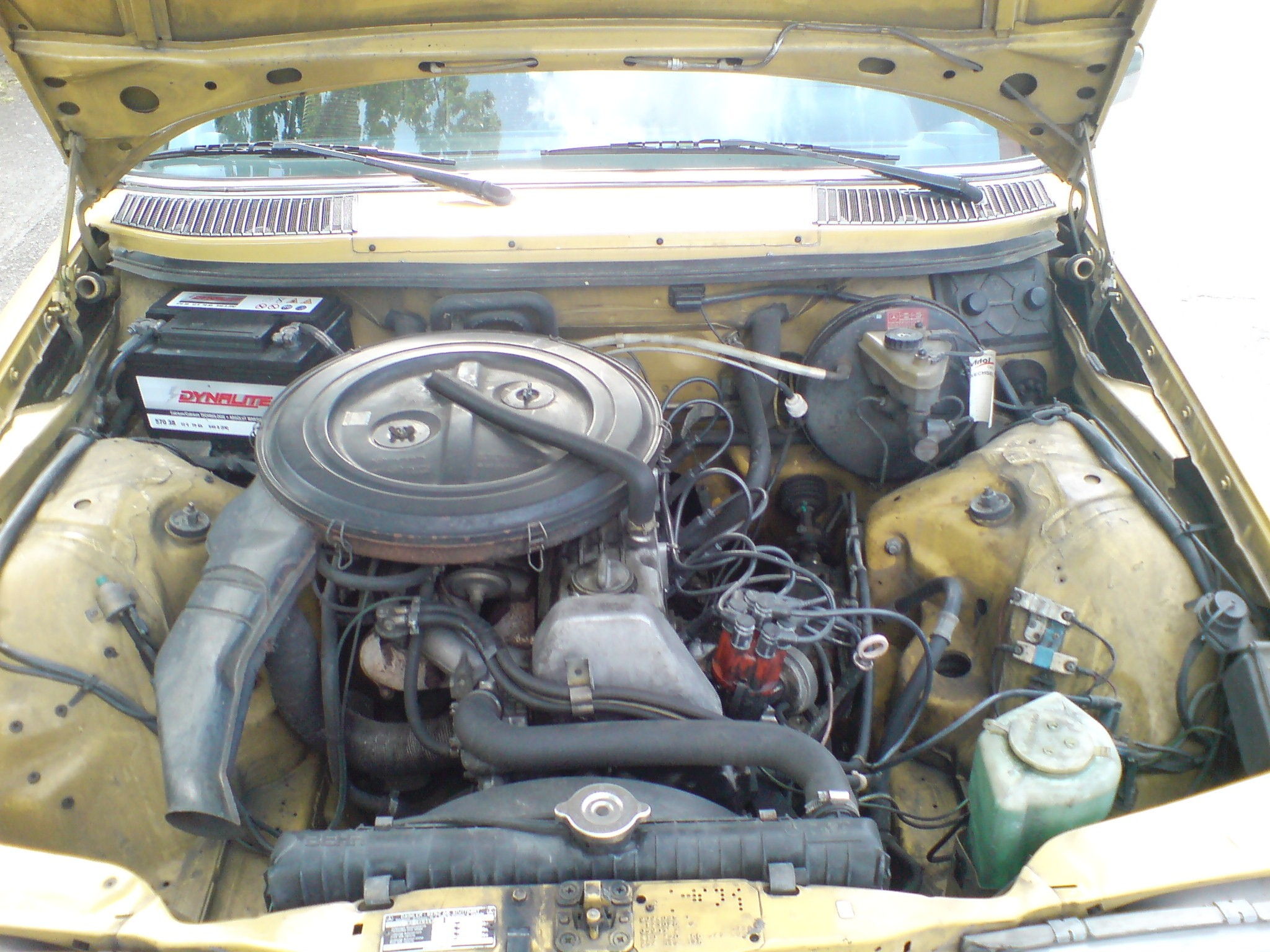
Moteur M 123.

- - le M 115 quatre cylindres en ligne à carburateur de 2,0 litres faisant 94 ch. Disponible sur la 200 berline première génération.
  - le M 102 quatre cylindres en ligne à carburateur de 2,0 litres faisant 109 ch. Disponible sur les 200 berlines et breaks.
  - le M 115 quatre cylindres en ligne à carburateur de 2,3 litres faisant 109 ch. Disponible sur les 230 berlines, breaks et coupés.
  - le M 102 quatre cylindres en ligne atmosphérique à injection indirecte de 2,3 litres faisant 136 ch. Disponible sur les 230 E berlines breaks et coupés.
  - le M 123 six cylindres en ligne à carburateur de 2,5 litres faisant 129 ch. Disponible sur les 250 berlines, breaks et limousine première génération.
  - le M 123 six cylindres en ligne à carburateur de 2,5 litres faisant 140 ch. Disponible sur les 250 berlines, breaks et limousine deuxième génération.
  - le M 110 six cylindres en ligne à carburateur de 2,7 litres faisant 156 ch. Disponible sur les 280 berlines et coupés.
  - le M 110 six cylindres en ligne atmosphérique à injection indirecte de 2,7 litres faisant 177 ch. Disponible sur les 280 E berlines, breaks et coupés première génération.
  - le M 110 six cylindres en ligne atmosphérique à injection indirecte de 2,7 litres faisant 185 ch. Disponible sur les 280 E berlines, breaks et coupés deuxième génération.
- Du côté des moteurs diesel :
  - le OM 615 quatre cylindres en ligne 2,0 litres faisant 54 ch. Disponible sur la 200 D berline première génération.
  - le OM 615 quatre cylindres en ligne 2,0 litres faisant 60 ch. Disponible sur la 200 D berline deuxième génération.
  - le OM 615 quatre cylindres en ligne 2,2 litres faisant 60 ch. Disponible sur la 220 D berline.
  - le OM 616 quatre cylindres en ligne 2,4 litres faisant 65 ch. Disponible sur les 240 D berlines, breaks, et limousines première génération.
  - le OM 616 quatre cylindres en ligne 2,4 litres faisant 72 ch. Disponible sur les 240 D berlines, breaks, et limousines deuxième génération.
  - le OM 617 cinq cylindres en ligne 3,0 litres faisant 80 ch. Disponible sur les 300 D berlines, breaks, et limousines première génération.
  - le OM 617 cinq cylindres en ligne 3,0 litres faisant 88 ch. Disponible sur les 300 D berlines, breaks, et limousines deuxième génération.

### Mécanique

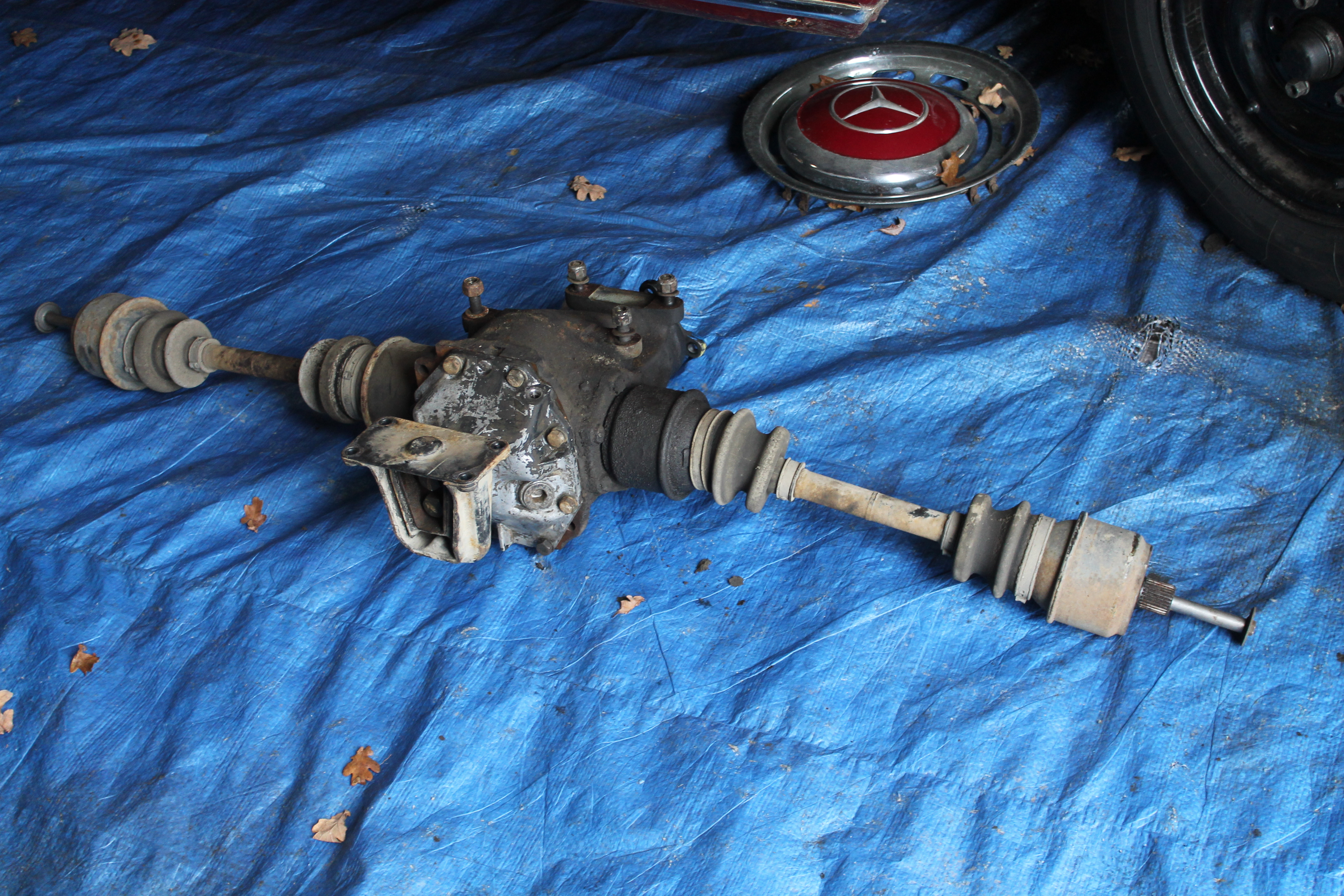
Pont d'une Type 123.

La mécanique s'articule autour d'un pont à bras oscillant, de boîtes manuelles 4 et 5 rapports et d'une boîte automatique.

### Les options
Les options les plus prestigieuses et les plus coûteuses sont :
- Le coussin gonflable de sécurité (« airbag ») et les prétensioneurs de ceintures avant ;
- L'ABS ;
- La climatisation ;
- Le correcteur d'assiette ;
- Le régulateur de vitesse ;
- La radio Becker Mexico ;
- Le toit ouvrant électrique ;
- Les jantes alliage.

## La W123 en chiffres

### Chiffres de production par année
|             | 1975  | 1976    | 1977    | 1978    | 1979    | 1980    | 1981    | 1982    | 1983    | 1984    | 1985   | 1986 | Total     |
| ----------- | ----- | ------- | ------- | ------- | ------- | ------- | ------- | ------- | ------- | ------- | ------ | ---- | --------- |
| 200 M115    | 5     | 26 374  | 39 112  | 35 884  | 34 190  | 23 207  |         |         |         |         |        |      | 158 772   |
| 200 M102    |       |         |         |         | 37      | 17 606  | 54 780  | 60 670  | 44 419  | 29 652  | 10 151 |      | 217 315   |
| 200T        |       |         |         |         |         | 648     | 3 142   | 3 809   | 4 742   | 4 092   | 2 422  | 5    | 18 860    |
| 230         | 9     | 32 060  | 49 426  | 42 270  | 47 739  | 23 549  | 1 132   |         |         |         |        |      | 196 185   |
| 230T        |       |         |         | 1 793   | 3 829   | 1 262   |         |         |         |         |        |      | 6 884     |
| 230C        |       | 1       | 3 484   | 7 049   | 6 538   | 1 603   |         |         |         |         |        |      | 18 675    |
| 230E        |       |         |         |         | 37      | 24 997  | 62 125  | 60 777  | 50 931  | 38 298  | 8 717  |      | 245 882   |
| 230TE       |       |         |         |         | 2       | 375     | 5 655   | 7 158   | 9 731   | 9 617   | 6 340  | 31   | 42 284    |
| 230CE       |       |         |         |         |         | 4 818   | 7 192   | 6 734   | 6 038   | 4 052   | 1 024  |      | 29 858    |
| 250         | 5     | 14 915  | 25 138  | 23 306  | 21 758  | 17 447  | 8 029   | 5 392   | 3 246   | 2 232   | 1 396  |      | 122 864   |
| 250T        |       |         | 1       | 1 382   | 2 946   | 2 761   | 402     | 213     |         |         |        |      | 7 705     |
| 280         | 957   | 12 821  | 7 530   | 4 103   | 3 139   | 3 477   | 1 179   |         |         |         |        |      | 33 206    |
| 280C        |       | 2       | 1 577   | 1 243   | 757     | 135     |         |         |         |         |        |      | 3 704     |
| 280E        | 607   | 17 638  | 17 651  | 14 904  | 18 383  | 17 703  | 12 723  | 10 757  | 8 545   | 5 946   | 1 518  |      | 126 375   |
| 280TE       |       |         | 3       | 1 260   | 4 059   | 3 614   | 1 956   | 2 545   | 2 716   | 2 293   | 1 329  | 14   | 19 789    |
| 280CE       |       | 2       | 6 413   | 6 958   | 5 091   | 4 013   | 2 774   | 2 509   | 2 237   | 1 476   | 665    |      | 32 138    |
| 200D        | 5     | 36 894  | 56 378  | 49 359  | 52 834  | 56 435  | 51 152  | 44 633  | 20 444  | 9 308   | 696    |      | 378 138   |
| 220D        | 4     | 16 733  | 19 323  | 19 230  | 1 446   |         |         |         |         |         |        |      | 56 736    |
| 240D        | 7     | 21 247  | 40 382  | 42 816  | 62 678  | 69 908  | 73 162  | 74 627  | 44 718  | 23 338  | 1 897  |      | 454 780   |
| 240TD       |       |         |         | 3 003   | 6 387   | 5 820   | 5 078   | 5 881   | 5 134   | 4 491   | 3 103  | 1    | 38 903    |
| 300D        | 9     | 28 996  | 48 605  | 49 908  | 52 296  | 50 197  | 38 858  | 30 720  | 18 773  | 10 920  | 2 717  |      | 331 999   |
| 300TD       |       |         | 1       | 3 144   | 1 118   | 7 523   | 3 308   | 3 712   | 3 149   | 2 823   | 2 030  | 4    | 36 874    |
| 300CD       |       |         | 1 078   | 2 485   | 1 834   | 1 770   | 335     |         |         |         |        |      | 7 502     |
| 300D Turbo  |       |         |         |         |         |         | 4 505   | 20 178  | 20 005  | 19 673  | 10 900 |      | 75 261    |
| 300TD Turbo |       |         |         |         | 2       | 1 852   | 6 710   | 6 302   | 4 898   | 4 739   | 3 713  | 3    | 28 219    |
| 300CD Turbo |       |         |         |         |         |         | 777     | 1 985   | 2 031   | 1 923   | 1 291  |      | 8 007     |
| Total       | 1 608 | 207 683 | 316 102 | 310 097 | 337 162 | 344 085 | 344 974 | 348 602 | 251 757 | 174 873 | 59 909 | 63   | 2 696 915 |

#### Remarques sur les chiffres de production
L'année 1975 est une année à part puisque ce sont des modèles de présérie qui sont assemblés, notamment pour les diesel qui ont été produits à seulement 24 exemplaires cette année-là.
La 123 a d'abord été commercialisée en Allemagne en décembre 1975 avant d'être vendue et présentée en France en 1976, d'où le nombre important de 123 essence qui sont sorties des chaines en 1975.
Les deux premières années, la 240D, qui est le best seller des W123, n'occupe pas la première place, c'est la 200D qui se vend le mieux. La 300 D est même la première vente en 1978 avec 49 908 exemplaires produits.
En général, ce sont les modèles diesel qui se vendent le mieux mais les modèles essence ont une embellie lors de la refonte moteur de l'année 1981 et l'apparition du moteur M102, la 230E est même la première vente en 1983 et 1984.
La 300D berline Turbodiesel, uniquement commercialisée aux États-Unis, au Canada et au Japon a été vendue à 75 261 exemplaires. C'est une quantité remarquable étant donné qu'elle était disponible dans 3 pays seulement.
À titre de comparaison les chiffres de production des concurrentes :
- Mercedes-Benz Type 123 de 1975 à 1986 : 2 696 915 ;
- Citroën CX de 1974 à 1990 : 1 042 460 ;
- Renault 20 et 30 : 634 740.

### Sources
- Page Wikipedia en allemand